# Distretto di Mingshan (Benxi)
Il distretto di Mingshan (明山区S, Míngshān QūP) è un distretto della Cina, situato nella provincia di Liaoning e amministrato dalla prefettura di Benxi.